# Buschtinamu
Der Buschtinamu (Crypturellus cinnamomeus) ist eine Vogelart aus der Familie der Steißhühner (Tinamiformes). Die Art hat ein großes Verbreitungsgebiet, das die zentralamerikanischen Länder Costa Rica, Nicaragua, Honduras, El Salvador, Guatemala und Belize und außerdem Mexiko umfasst. Der Bestand wird von der IUCN als „nicht gefährdet“ (Least Concern) eingeschätzt.

## Merkmale

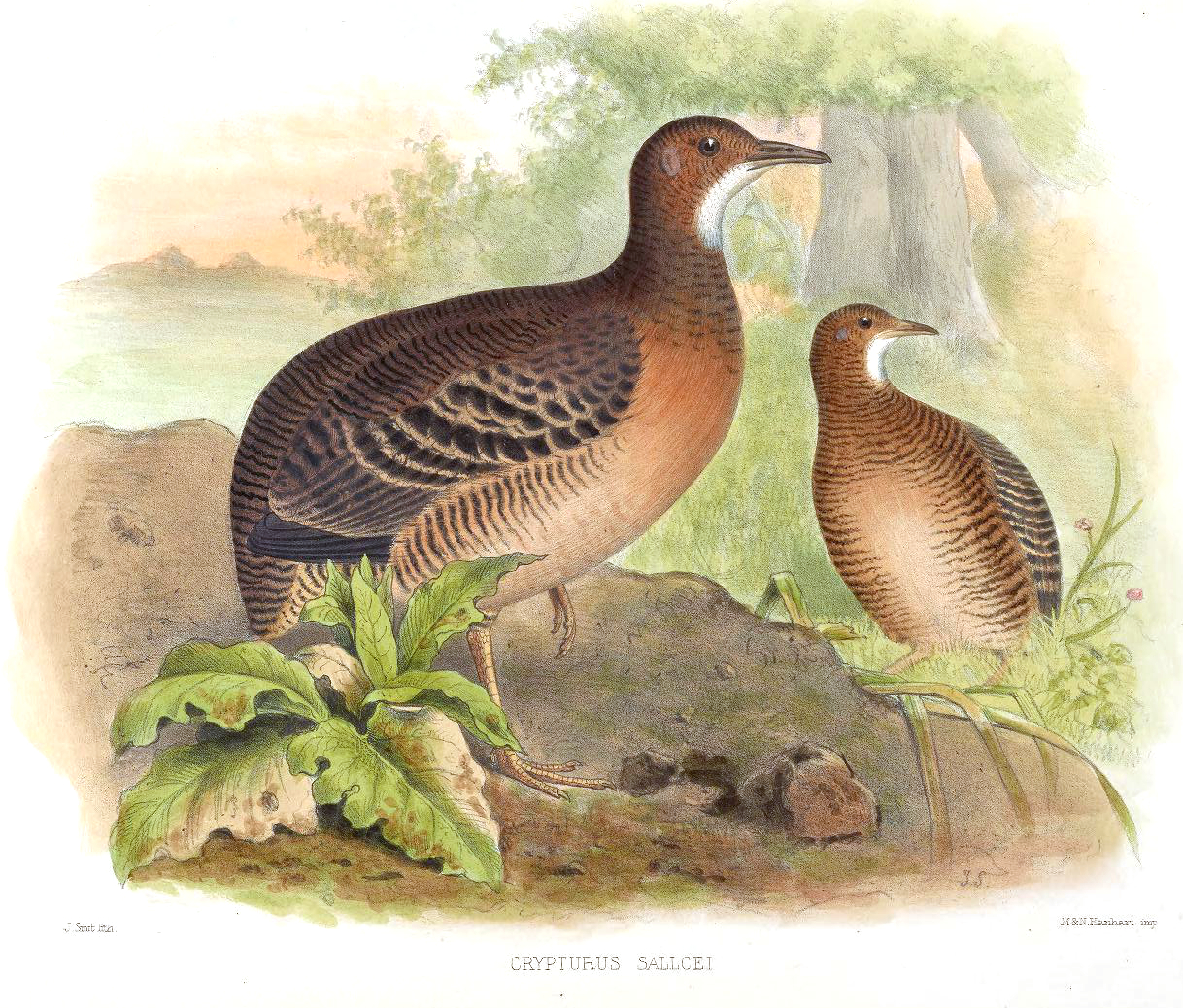
Buschtinamus

Der Buschtinamu erreicht eine Körperlänge von etwa 25,5 bis 29 Zentimetern bei einem Gewicht von ca. 480 Gramm. Zwischen beiden Geschlechtern besteht ein ausgeprägter Dimorphismus. Der Scheitel des Männchens ist dumpfbraun bis schwärzlich. Der seitliche Kopf, Nacken und Hinterhals sind rötlich bis matt rotbraun. Das Gefieder bis zum Schwanz variiert zwischen rotbraun und olivbraun und ist oft besonders im hinteren Bereich schwarz gemasert. Die Schwingen und inneren Flügel sind braungelb bis cremeweiß gesprenkelt bzw. gemasert. Die schwarzfarbenen Zwischenräume fallen dabei deutlicher auf als die hellen Markierungen. Der untere Teil des Vorderhalses sowie die Brust sind mehr oder weniger grau gefärbt und gehen an Brust und an den Seiten ins Rötliche bis Zimtfarbene über. Weiter hinten wird die Farbe blasser. An den Flanken und unteren Schwanzfedern ist das Männchen ockerfarben bis braungelb, wobei die unteren Schwanzfedern grau bis schwarz verziert sind. Die Iris ist braun, der Oberkiefer matt schwarz. Dabei steht er auf pinkfarbenen bis lachsroten Beinen. Beim Weibchen ist der Oberkopf sowie der Vorderhals zimtfarben bis rötlich. Oft sind sie mit schwarzen Gittern gemustert. Der Rücken weist meist eine besonders auffällige Maserung auf.

## Habitat

Verbreitungsgebiet des Buschtinamus (grün)

Die typischen Klimazonen, in denen der Vogel vorkommt, sind tropisch bis subtropisch. Hier bewegt er sich in Höhen zwischen 0 und 1850 Metern über dem Meeresspiegel. Man findet den Vogel an flussnahen Waldkorridoren, in tropischem laubabwerfenden Wald, sowie in Sekundärwald. Hier bevorzugt er dichtes Unterholz und im Speziellen dornige Bromeliengewächse. Der Vogel ist nur selten in extrem nassen Wäldern anzutreffen.

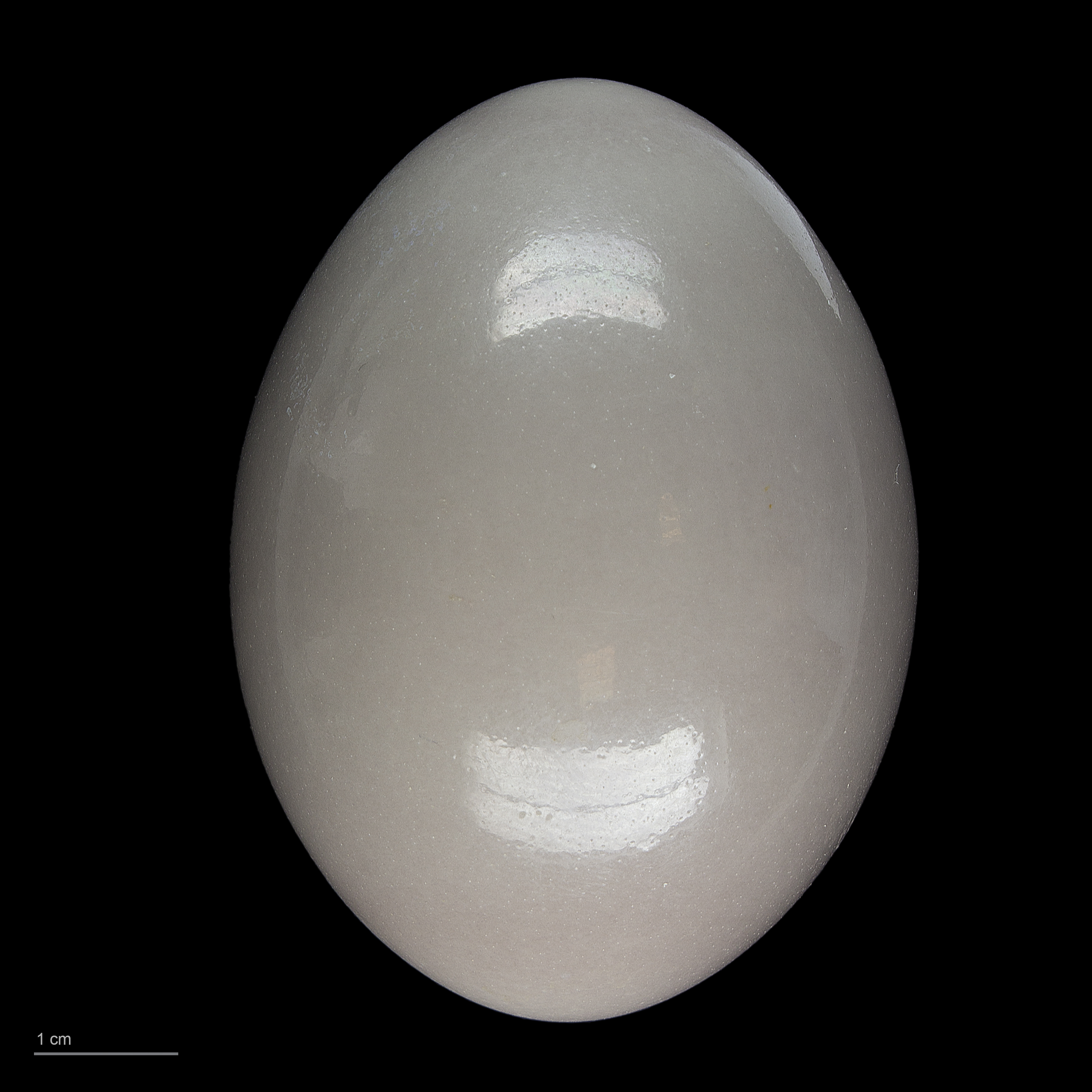
Ei von Crypturellus cinnamomeus

## Verhalten
Man sieht den Buschtinamu nur äußerst selten fliegen. Er bevorzugt zu rennen oder im Falle einer bedrohlichen Lage zu erstarren. Normalerweise legt der Vogel 2 bis 7 weinrote bis graue Eier pro Brut. Zumeist ist er nur am frühen Morgen und späten Abend aktiv. Er ernährt sich von heruntergefallen Früchten, Samen und hin und wieder von Kleintieren.

## Unterarten
Bisher sind neun Unterarten des Buschtinamus bekannt, die sich vor allem durch ihre Färbung unterscheiden.
| C. c. cinnamomeus (Lesson, 1842)     | Nominatform bereits oben beschrieben. | Süden Guatemalas über El Salvadors bis in den Süden Honduras. In allen Hochebenen dieser Länder.               |
| C. c. mexicanus (Salvadori, 1895)    | Sehr viel brauner und heller als andere Unterarten. Das Kastanienbraun wird am Kopf durch oliv ersetzt. | Zentrales Ostmexiko von San Luis Potosí über Tamaulipas bis in den Norden von Veracruz                         |
| C. c. occidentalis (Salvadori, 1895) | Ähnelt der Unterart mexicanus wobei Vorderhals und Brust hell mausgrau gefärbt sind. | Zentrales Westmexiko von Sinaloa bis Guerrero                                                                  |
| C. c. soconuscensis (Brodkorb, 1939) | Durchgängig etwas dunkler, als die Nominatform cinnamomeus. Dies ist besonders auffällig an Vorderhals und Brust. Etwas größer als cinnamomeus. | Südwesten Mexikos von Chiapas bis in die pazifischen Tiefebenen Guatemalas.                                    |
| C. c. goldmani (Nelson, 1901)        | Etwas blasser als die Nominatform sowie schwächere Rotmusterungen speziell an Rücken und Brust. Das Weibchen unterscheidet sich merklich durch den Kontrast der rötlichen Brust und dem hellen weißen unteren Brustteil von anderen Unterarten.                | Südosten Mexikos, im Norden Guatemalas sowie im Norden Belizes. In Mexiko in Tabasco und der Halbinsel Yucatan |
| C. c. sallaei (Bonaparte, 1856)      | Etwas dunkler als mexicanus. Der Vorderhals ist dunkelgrau. Die Brust zimtfarben. Das Weibchen hat an der Brust Streifen, die andere nördliche Arten nicht aufweisen.                                                                                          | Südmexiko, im Süden Veracruz und Norden von Oaxaca Richtung atlantischem Niederschlagsgebiet.                  |
| C. c. vicinior (Conover, 1933)       | Die Unterschiede sind hauptsächlich am Weibchen fest zu machen. Hier ist das Oberteil heller, brauner und ohne Rotstich. Nacken, Gefieder leicht gemustert. Obere Schwanzfedern breiter. Oberer Teil der Brust okrafarben. Unterer Teil des Vorderhalses grau. | Äußersten Süden Mexikos, Zentralguatemala bis ins zentrale Honduras                                            |
| C. c. delattrii (Bonaparte, 1854)    | Heller als bei der Nominatform. Der Rücken brauner, sowie weniger Rot an der Brust. Weibchen weniger gemasert als in der Nominatform. | Westen von Nicaragua.                                                                                          |
| C. c. praepes (Bangs & Peters, 1927) | Das Weibchen am unteren Nacken deutlicher gemustert, als dies bei anderen Unterarten der Fall ist. Oberseite blass braun. Brust weniger rötlich. | Nordwesten Costa Ricas, Tiefebenen des Golf von Nicoya bis in die Guanacaste Cordillera                        |

Außerdem findet sich in der Literatur bei manchen Autoren noch das ungültige Taxon Crypturellus cinnamomeus inornatus (Nelson, 1931).